# لاني شميت
لاني د. شميت (بالإنجليزية: Lanny D. Schmidt) (6 مايو 1938 – 27 مارس 2020) كان كيميائيًا ومخترعًا ومؤلفًا أمريكيًا، شغل منصب أستاذ ريجي للهندسة الكيميائية وعلوم المواد في جامعة مينيسوتا. يُعد من أبرز العلماء في مجالات علم السطح، والكيمياء الدقيقة (الميكروكينتيكيا)، وهندسة التفاعل الكيميائي، التحفيز الكيميائي، ومصادر الطاقة المتجددة.

## التعليم والمسيرة الأكاديمية
حصل شميت على درجاته العلمية في الهندسة والكيمياء من جامعات أمريكية مرموقة، وانضم إلى هيئة التدريس في جامعة مينيسوتا حيث أمضى معظم حياته المهنية. عُيّن أستاذًا ريجيًا تقديرًا لإسهاماته في البحث والتعليم.

## مجالات البحث والإسهامات
تميّز شميت بأبحاثه الرائدة في:
- علوم السطح، ودراسة التفاعلات على مستويات الذرات والجزيئات؛
- الميكروكينتيكيا، أي النمذجة الدقيقة للتفاعلات الكيميائية المعقدة؛
- هندسة التفاعل الكيميائي والتحفيز، حيث طوّر مفاهيم جديدة لفهم وتطبيق المحفزات الصناعية؛
- الطاقة المتجددة، بما في ذلك تحويل المواد العضوية والكتلة الحيوية إلى وقود نظيف.

أحد أشهر إنجازاته كان تطوير تقنيات المفاعلات الزمنية بالمللي ثانية (millisecond reactors)، وتقنية التبخر الومضي التفاعلي (reactive flash volatilization)، التي أتاحت تحويل المواد العضوية الثقيلة إلى وقود وغازات قابلة للاحتراق بكفاءة عالية.

## الإشراف والكتابة العلمية
أشرف شميت على أكثر من 100 طالب ماجستير ودكتوراه، وترك بصمة أكاديمية بارزة في مجاله. كما ألّف كتبًا وأبحاثًا علمية معتمدة تُدرّس في العديد من الجامعات حول العالم.

## الوفاة والإرث العلمي
توفي لاني شميت في 27 مارس 2020 عن عمر يناهز 81 عامًا. ونعاه المجتمع الأكاديمي كأحد الرواد الذين ساهموا في تحديث فهم التفاعلات الكيميائية الصناعية وتعزيز استخدام الطاقة المستدامة. ويُعد إرثه العلمي مصدر إلهام لأجيال من المهندسين والباحثين.